# Alejandro Meleán
Alejandro Meleán Villarroel (Miami, 16 de junho de 1987) é um futebolista profissional boliviano que atua como meia, atualmente defende o Oriente Petrolero.

## Carreira
Alejandro Meleán fez parte do elenco da Seleção Boliviana de Futebol da Copa América de 2016.